# اجمك اف سي
نادي اجمك لكرة القدم ( الأوزبكي : OKMK futbol klubi / ОКМК футбол клуби ؛ الروسية : Футбольный клуб АГМК ) هو نادٍ محترف لكرة القدم مقره في المالك ( منطقة طشقند ) ، أوزبكستان ، مشارك في الدوري الأوزبكستاني الممتاز . شارك ناديهم لكرة الصالات في بطولة الأندية الآسيوية لكرة الصالات .

## التاريخ
تأسس نادي اجمك عام 2004. الراعي العام وصاحب الفريق - JSC "مصنع المالك للتعدين والمعادن ". الاسم الرسمي للنادي اجمك ( AGMK ) هو اسم مختصر لإسم شركة باللغة الروسية ( بالروسية : Алмалыкский горно-металлургический комбинат / Almalykskiy gorno-mettalurgichesky kombinat). "مصنع المالك للتعدين والمعادن" خلفا لنادي كرة القدم المنحل "ميتالورج المالك" الذي شارك في سنوات 1966-1988 في الدوري الثاني لبطولة اتحاد الجمهوريات الاشتراكية السوفياتية . في السنوات الأولى من التأسيس ، أطلق على النادي اسم اجمك.

## روابط خارجية
- الموقع الرسمي باللغة الأوزبكية
- أولماليق - فيلتفوسبالارشيف
- أولماليق PFC- UzPFL
- نادي أولماليق- soccerway